# Cmentarz rzędowy

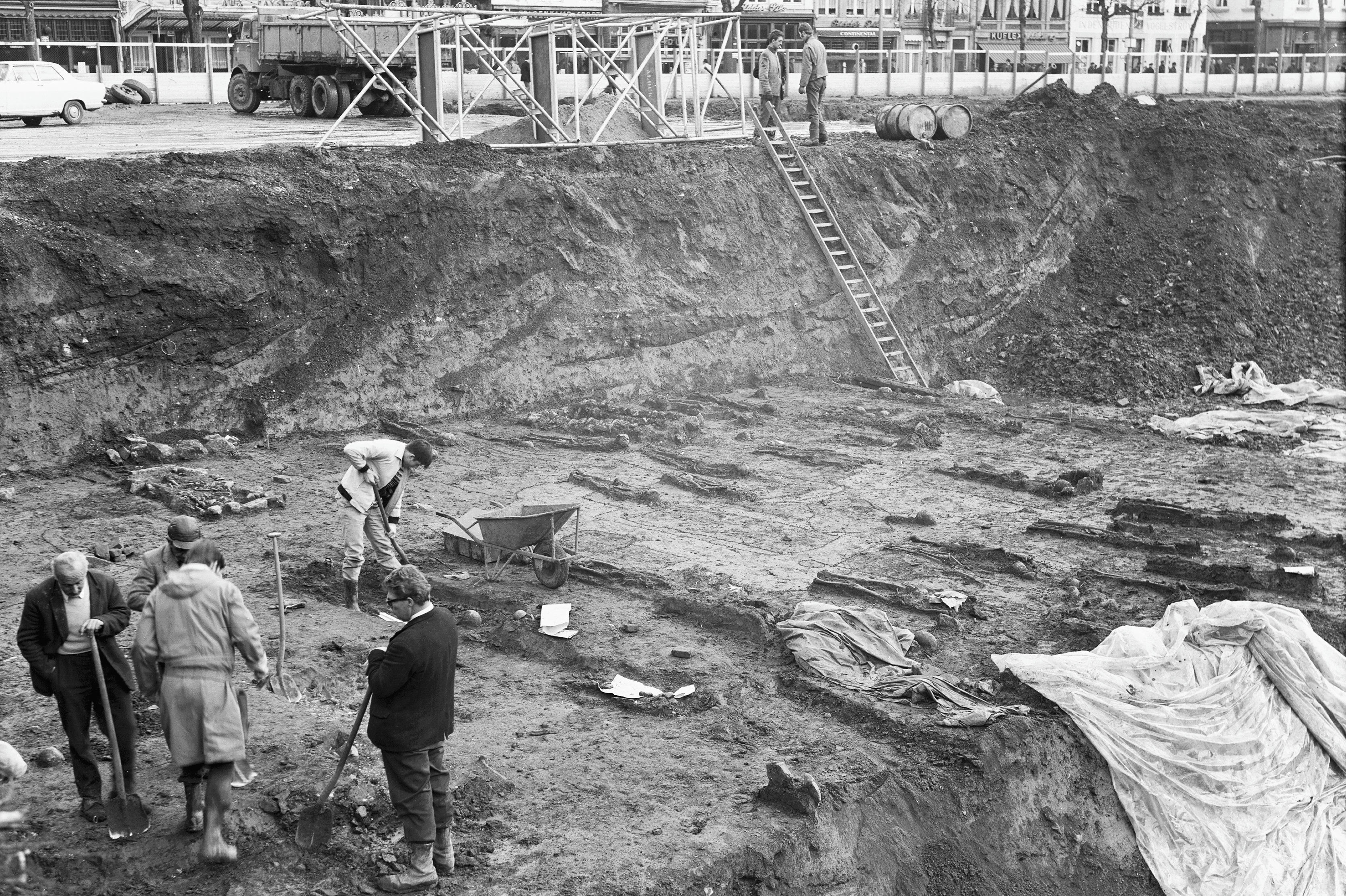
Eksploracja rzędowego cmentarza merowińskiego w Maastricht, z widocznym grobem w obudowie kamiennej

Cmentarz rzędy – zwarty zespół ziemnych grobów szkieletowych o charakterze planowym, ułożonych szeregowo obok siebie po obu stronach alei.

## Historia
Obyczajowo tworzenie tego typu cmentarzysk poza osadami związane jest historycznie ze społecznościami germańskimi merowińskiego kręgu kulturowego, zwyczajami Longobardów, w Polsce reprezentują koneksje waresko-wikińskie łączone m.in. z hufcami wojowników pochodzących z tego kręgu.
Wczesnośredniowieczne groby tworzące liczne i równe rzędy, wyposażone były w społeczeństwach przedchrześcijańskich w dary grobowe, w dobie chrystianizacji zwyczaj składania dodatkowego wyposażenia wraz ze zmarłym powoli zanika.
Cmentarze rzędowe zastąpiły na ziemiach polskich wcześniejsze ciałopalne i kurhanowe cmentarze plemienne. Występowały również jamowe groby mieszane, przypominające półziemianki zawierające pozostałości stosu i niespalonych szkieletów ludzkich w ciałopalnych grobach. W jeszcze innych, w Gostyniu na Śląsku odkopano szkielety nadpalone i pokawałkowane. Na Podlasiu, na osadzie w Haćkach znaleziono fragmenty tylko samych czaszek ludzkich. Pojedyncze przykłady niechrześcijańskich pochówków inhumowanych odkryto do tej pory na północy i południu Polski. Z drugiej połowy IX wieku pochodzą płaskie groby szkieletowe odkrywane na Pomorzu, Świelubiu i Kępsku, w których pochowano Skandynawów. Na południu znajduje się mały cmentarz szkieletowy kolonii Madziarów w Przemyślu.
W Wielkopolsce i na Mazowszu najwcześniejsze cmentarze rzędowe datowane są od VIII do XI wieku, były to groby płaskie, ze szkieletami, zwrócone głową w kierunku zachodnim, lub północnym. Do najwcześniej przebadanych archeologicznie obiektów należą m.in. w Toruniu, Kałdusie, Grusznie, Ciepłem, Kasakowie, Stefanowie (Puck), Topolnie (Świecie) i Chmielnie. Do wyjątkowych należą cmentarze z grobami w obstawach kamiennych zawierające wyroby pochodzenia skandynawskiego.
W okresie międzywojennym zespoły cmentarzysk rzędowych z grobami w obudowach kamiennych na Mazowszu i Wielkopolsce były badane przez polskich archeologów, którzy stwierdzili, że użytkowane były przez ludność pochodzenia niesłowiańskiego. Jan Czekanowski, profesor antropologii na Uniwersytecie Lwowskim, połączył wówczas odkrycia z Mazowsza i Podlasia, z podobnymi grobami zawierającymi wyposażenie skandynawskie, odkrytymi  w Wielkopolsce. W jego ujęciu, pochowani w nich zostali germańscy tubylcy, Goci i Wandalowie, mieszkający w dorzeczu Wisły i Odry od kilku stuleci, którzy nie wywędrowali na południe i zachód u schyłku starożytności.
Wczesnośredniowieczne kanony chrześcijańskie nie definiowały jakiejś formy grobu, sposobu składania ciała, czy pozycji zmarłego w grobie, poza zakazem wkładania jedzenia. W XIII wieku pojawiły się pierwsze instrukcje zalecające chowanie chrześcijan głowami zwróconymi w kierunku zachodnim. Cmentarze rzędowe powstają w Polsce w sposób zorganizowany od XIII wieku wraz z rozwojem sieci parafialnej i powstawaniem cmentarzy przykościelnych. Z biegiem lat czytelność najstarszych rzędów została zatarta i zaburzona wskutek nakładania się grobów i późniejszych ingerencji.